# 潮風のメロディ (アルバム)
『潮風のメロディ』（しおかぜのメロディ）は、南沙織初めてのカバー・アルバム。1971年12月5日発売。発売元はCBS・ソニー。

## 解説
LP帯コピー：ヤングのアイドル 南沙織（シンシア）　待望のセカンド・アルバム　ヒット・ポップの魅力でいっぱい!!
2ndシングル「潮風のメロディ」と、そのB面曲「なぜかしら」を含む、通算2作目のアルバム。前作『17才』からわずか2ヶ月という、非常に短いブランクでリリースされた作品であり、実態はカヴァー・アルバムである。
カヴァー・ソングは概ね1965年前後の洋楽オールディーズ・ナンバーであるが、ほぼ同時期にデビューした欧陽菲菲の大ヒット曲「雨の御堂筋」もカヴァーしている。
レコード・ジャケットの別カット写真が、のちにベスト・アルバム『南沙織 スーパー・ベスト』のCDジャケットで使用された。
CDパッケージでの生産は中止されており、音楽配信でのみ購入が可能である。

## 収録曲
- 全編曲: 高田弘

1. 潮風のメロディ
  - 作詞: 有馬三恵子 作曲・編曲: 筒美京平
  - 2ndシングル。
2. 悲しき天使 Those Were the Days
  - 作詞・作曲: Gene Raskin 日本語詞: 漣健児
  - オリジナル歌唱: Mary Hopkin
  - 漣健児のトリビュート・アルバム『大人になりたい』（1998年）にも収録されている。
3. 雨の御堂筋
  - 作詞: 林春生 作曲: The Ventures
  - オリジナル歌唱: 欧陽菲菲[2]
4. なぜかしら
  - 作詞: 有馬三恵子 作曲・編曲: 筒美京平
  - 2ndシングル「潮風のメロディ」のB面曲。
5. 小さな恋のメロディ Melody Fair
  - 作詞・作曲: Barry Gibb, Robin Gibb, Maurice Gibb
  - オリジナル歌唱: The Bee Gees
6. 雨 La Pioggia
  - 作詞: Daniele Pace, Gianni Argenio 作曲: Corrado Conti, Daniele Pace, Mario Panzeri 日本語詞: 柴野未知
  - オリジナル歌唱: Gigliola Cinquetti
7. 小さな願い I Say a Little Prayer
  - 作詞: Hal David 作曲: Burt Bacharach
  - オリジナル歌唱: Aretha Franklin
8. 悲しき片想い You Don't Know
  - 作詞・作曲: John Schroeder, Michael Hawker
  - オリジナル歌唱: Helen Shapiro
9. 先生のお気に入り Teacher's Pet
  - 作詞・作曲: Joe Lubin
  - オリジナル歌唱: Doris Day
10. ラブ・チャイルド Love Child
  - 作詞・作曲: Pam Sawyer, R．Dean Taylor, Frank Wilson, Deke Richards
  - オリジナル歌唱: Diana Ross & the Supremes
11. 夢見るシャンソン人形 Poupee de Cire, Poupee de Son
  - 作詞・作曲: Serge Gainsbourg 日本語詞: 岩谷時子
  - オリジナル歌唱: France Gall
12. ジョージー・ガール Georgy Girl
  - 作詞: Jim Dale 作曲: Tom Springfield
  - オリジナル歌唱: The Seekers

## 発売履歴
- 1971年12月05日 - LP
- 1991年06月15日 - CD （CD選書）
- 2006年06月14日 - CD-BOX （紙ジャケット・高音質マスターサウンド）